# Ford Torino
De Ford Torino is een automodel van de Amerikaanse autobouwer Ford. Het was de opvolger van de Ford Fairlane. De Torino is in drie generaties op de markt gekomen. De eerste generatie kwam in 1968 op de markt.
De naam is afgeleid van de Italiaanse stad Turijn wat het centrum is van de Italiaanse auto-industrie.